# Xã Dallas, Quận Harrison, Missouri
Xã Dallas (tiếng Anh: Dallas Township) là một xã thuộc quận Harrison, tiểu bang Missouri, Hoa Kỳ. Năm 2010, dân số của xã này là 218 người.